# Matthiola fragrans
Matthiola fragrans är en korsblommig växtart som först beskrevs av Fisch., och fick sitt nu gällande namn av Aleksandr Andrejevitj Bunge. Matthiola fragrans ingår i släktet lövkojor, och familjen korsblommiga växter. Inga underarter finns listade i Catalogue of Life.